# Ernest Henry
Ernest Henry   (Grafton, 13 de maig de 1904 - Port Macquarie, 3 de juny de 1998) va ser un nedador australià que va competir durant la dècada de 1920.
El 1924 va prendre part en els Jocs Olímpics de París, on va disputar dues proves del programa de natació. Guanyà la medalla de plata en el relleu 4x200 metres lliures, fent equip amb Frank Beaurepaire, Boy Charlton, Moss Christie i Ivan Stedman; mentre en la prova dels 100 metres lliures quedà eliminat en sèries.